# ゆりしま (掃海艇・2代)
ゆりしま（ローマ字：JDS Yurishima, MSC-668）は、海上自衛隊の掃海艇。はつしま型掃海艇の20番艇。艇名は由利島に由来する。うじしま型掃海艇「ゆりしま」に次いで日本の艦艇としては2代目。

## 艦歴
「ゆりしま」は、昭和61年度計画掃海艇368号艇として、日本鋼管鶴見造船所で1987年5月14日に起工され、1988年5月13日に進水、1988年12月15日に就役し、第1掃海隊群第19掃海隊に編入され呉に配備された。
1991年4月26日から自衛隊初の海外派遣となった湾岸戦争後のペルシャ湾掃海任務（湾岸の夜明け作戦）に派遣され、10月30日に帰国した。
1992年3月12日、横須賀地方隊隷下に第10掃海隊が新編され「うきしま」とともに編入。
1997年3月19日、第10掃海隊が廃止となり、横須賀地方隊第41掃海隊に編入。
2004年2月16日、佐世保地方隊沖縄基地隊第46掃海隊に編入。
2007年2月23日、除籍。